# 屏南快速公路
屏南快速公路，是位在屏東縣規劃中的快速公路，預計起於台88線高雄潮州線竹田端，迄於恆春鎮，全線皆於屏東縣境內，沿途興建潮州、枋寮、枋山、楓港、車城、恆春6座交流道，直線距離66.5公里，配置高架雙向4車道，2024年通過可行性評估。

## 路廊方案
- 公路總局三工處表示，對於屏南快可行性評估作業，經期中報告審查會議決議「原則通過」，此外路廊分為三路段，分別為潮州至枋寮以北的屏東平原路段（簡稱A路段）、枋寮至枋山楓港（簡稱B路段）、與枋山楓港至恆春（簡稱C路段）的丘陵路廊[4][6]。

- 其中A路段經屏東平原東側又研擬2個路廊方案，為「A1路廊」方案由台88線東端（竹田）延伸快速公路，往東經潮州、萬巒再往東南沿平原東側山麓經新埤、枋寮[4]；「A3路廊」方案為由國道3號南州交流道以南路段增設系統交流道，往東經新埤市區北側後，至縣道185號再轉往南經平原東側山麓經枋寮[4]。目前初步底定為潮州至恆春採用A1路廊方案[7]。

- B路段（枋寮至枋山楓港）採用B1路廊方案，穿越淺山丘陵地帶，多數位於獅子鄉，結構型式以隧道或橋梁方式為主；因枋寮至楓港路廊易塞車，交通部建議優先推動興建此路段[8]。

- C路段（枋山楓港至恆春）採用C1-1路廊方案，主要平行台26線經丘陵區，以橋梁、隧道通過谷地及山陵，尾端設於恆春鎮車城鄉界（保力溪北岸）、墾丁國家公園北界處。[9]

## 交流道
| 屏南快速公路路線設施里程一覽表 |      |        |          |          |        |        |                                                                                                 |                                                                                                 |
| 標誌                           | 里程 | 名稱   | 順樁預告 | 逆樁預告 | 形式   | 通車日 | 銜接道路 →聯絡地區                                                                              |                                                                                                 |
|                                | 0    | 竹田   |          |          | 規畫中 | 規畫中 | 台88線、屏85線（潮州路）⇒台1線 · →竹田鄉、潮州鎮、內埔鄉、萬巒鄉、六堆客家文化園區、8大森林樂園 | 台88線、屏85線（潮州路）⇒台1線 · →竹田鄉、潮州鎮、內埔鄉、萬巒鄉、六堆客家文化園區、8大森林樂園 |
|                                |      | 新埤   |          |          | 規畫中 | 規畫中 | →新埤鄉、萬巒鄉、來義鄉                                                                         | →新埤鄉、萬巒鄉、來義鄉                                                                         |
|                                |      | 佳冬   |          |          | 規畫中 | 規畫中 | →佳冬鄉、枋寮鄉東海                                                                             | →佳冬鄉、枋寮鄉東海                                                                             |
|                                |      | 枋寮   |          |          | 規畫中 | 規畫中 | →枋寮鄉枋寮、水底寮、春日鄉                                                                     | →枋寮鄉枋寮、水底寮、春日鄉                                                                     |
|                                |      | 枋山   |          |          | 規畫中 | 規畫中 | →枋山鄉枋山、獅子鄉內獅                                                                         | →枋山鄉枋山、獅子鄉內獅                                                                         |
|                                |      | 楓港   |          |          | 規畫中 | 規畫中 | 台9線 · 台26線 · →枋山鄉楓港、獅子鄉獅子                                                        | 台9線 · 台26線 · →枋山鄉楓港、獅子鄉獅子                                                        |
|                                |      | 車城   |          |          | 規畫中 | 規畫中 | →車城鄉、牡丹鄉                                                                                 | →車城鄉、牡丹鄉                                                                                 |
|                                | 66.5 | 恆春端 |          |          | 規畫中 | 規畫中 | 台26線 · →恆春鎮恆春、墾丁                                                                      | 台26線 · →恆春鎮恆春、墾丁                                                                      |

## 外部連結
- 屏南快速公路可行性研究說明會簡報 交通部公路總局